# Трињано (Бреша)
Трињано је насеље у Италији у округу Бреша, региону Ломбардија.
Према процени из 2011. у насељу је живело 72 становника. Насеље се налази на надморској висини од 69 м.